# Klara Otorepec
Klara Otorepec, slovenska publicistka, voditeljica radijskih oddaj, tonska tehnica, socialna pedagoginja, feministična aktivistka, * 31. 3. 1989, Ljubljana.
Klara Otorepec, hči Petra Otorepca, dr. med., predstojnika Centra za zdravstveno ekologijo na NIJZ in Irene Rahne Otorepec, dr. med., specialistke psihiatrije, znane po svojem delu na področju spolnega zdravja je diplomirala na Pedagoški fakulteti, smer socialna pedagogika. Za diplomsko nalogo »Feministična krivda ali ambivalentnost feminizma do lepotnih praks« je prejela fakultetno Prešernovo nagrado. Med leti 2010 in 2012 je sodelovala kot članica, nato tudi vodja Gledališke skupine odPisani, ki je delovala v okviru Društvo za pomoč in samopomoč Kralji ulice, Ljubljana (Slovenija). Skupina je temeljila na metodah Gledališča Zatiranih Augusta Boala in ustvarjala družbeno angažirane gledališke predstave z osebami z izkušnjo brezdomstva. Od leta 2012 deluje kot novinarka na Radiu Študent, sprva v Univerzitetni redakciji, od leta 2014 pa sodeluje pri oddaji Sektor Ž. Gre za edino feministično radijsko oddajo v Sloveniji, ki se osredotoča na uradne politike, družbene trende, teorijo, pedagogiko in umetnost s feminističnim predznakom. Oddaja se z znanjem bori proti predsodkom, ki feminizem izenačujejo s separatistično in moškim sovražno ideologijo. Izpostavlja aktivistično, izobraževalno, raziskovalno in umetniško delo žensk, trans oseb in moških, ki kljub stigmatizaciji zagovarjajo in živijo feministično politiko. Od leta 2015 do 2018 je urejala in koordinirala spletne kanale RŠ, ter sookordinirala izvedbo večjih glasbenih dogodkov (Legit Shit,Via punk!, Klubski maraton). Od leta 2018 v sovoditeljstvu z Ines Midžan vodi oddajo Kafe sa šlagom, od leta 2017 pa pripravlja Feministično jutranjko (jutranji program, namenjen feminističnim temam) skupaj z Ines Midžan in Anjo Banko. S filozofinjo in publicistko Katjo Čičigoj vodi feministični bralni seminar/krožek Sestrovščina ponosnega delfina, ki poteka v Škratovi čitalnici in Trubarjevi hiši literature. Namenjen je obravnavi sodobnih ali klasičnih feminističnih del, ki si jih udeleženke in udeležence vnaprej določijo za branje. Cikel predavanj je namenjen prevpraševanju sodobnih oblik delovanja patriarhalne oblasti in ključnih problemov za feminizem danes. Dotikajo se vprašanja povezovanja, taktik organiziranja in delovanja, zgodovine bojev, odnosa preteklosti do sedanjosti in nenazadnje prihodnosti feminizma. 
Udejstvuje se tudi na literarnem področju (poezija, literarni eseji), ter kot piska člankov in recenzentka. 
Leta 2020 je s sourednicami Tejo Oblak, Anamarijo Šiši in Antonijo Todić za oddajo Sektor Ž prejela nagrado WoW (Women On Women), ki jo podeljuje Mesto žensk kot odgovor na sistematične izbrise žensk, njihovega dela in dosežkov. 